# Tutte le mattine del mondo (romanzo)
Tutte le mattine del mondo (Tous les matins du monde) è un romanzo di Pascal Quignard del 1991, trasposto per il cinema nello stesso anno dal regista Alain Corneau.

## La trama

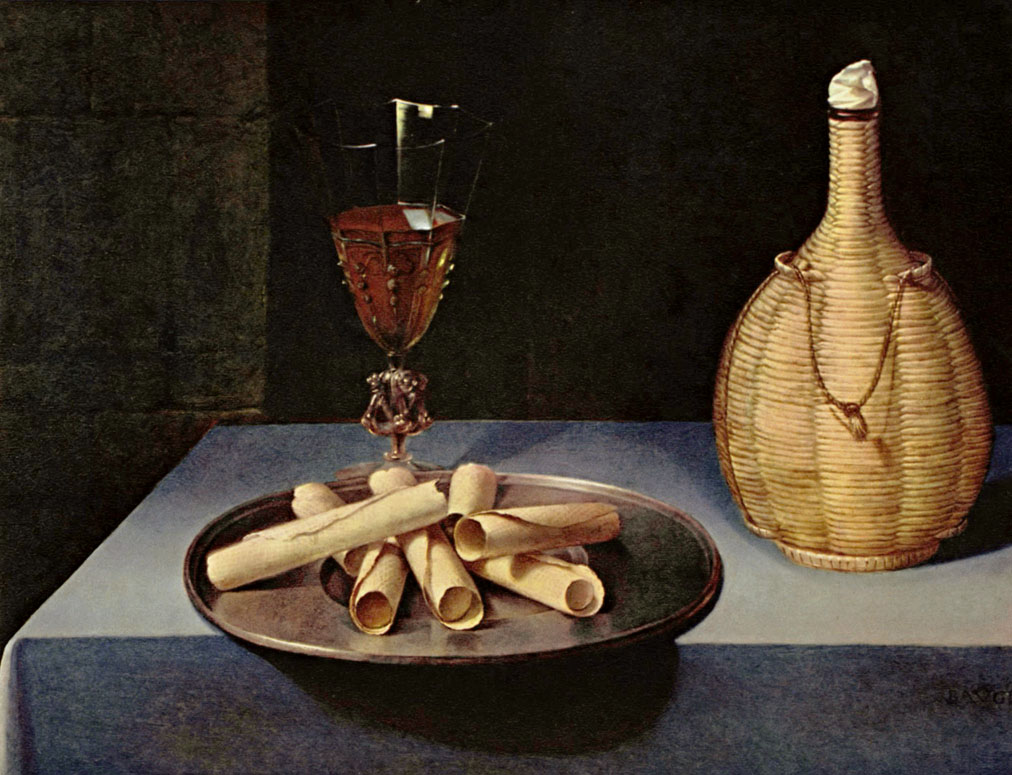
Gaufre e vino bianco in Le dessert de gaufrettes, natura morta di Lubin Baugin (XVII secolo).

La trama di questa biografia immaginaria presenta il compositore del XVII secolo Monsieur de Sainte Colombe che, dopo la morte prematura della moglie, conduce una vita di assoluto ritiro nelle sue proprietà, totalmente dedito alla musica e alla meditazione, assieme alle due giovani figlie, cui concede come unico centro di attenzione l'educazione nell'arte della viola. Il giovane Marais, attratto dalla fama di insuperato maestro di Sainte Colombe, riesce a vincerne la scontrosità e a farsi accettare come allievo, anche grazie all'intercessione della figlia maggiore che se ne è innamorata. Dopo aver ricevuto dall'anziano maestro i primi segreti dell'arte musicale, convinto di essersi già sufficientemente formato, Marais accetta un incarico a corte, scatenando le ire del maestro, che lo allontana. Per un certo tempo Marais continua di nascosto a frequentare la casa del maestro, per incontrarsi con la figlia maggiore, divenuta nel frattempo la sua amante; questa lo conduce in segreto sotto il capanno nel bosco in cui il padre si ritira per comporre e suonare, e continua a trasmettergli i segreti tecnici e compositivi di cui è a conoscenza. Dopo breve tempo, in modo crudo e improvviso, Marais la abbandona, lasciandola incinta. La ragazza entra allora in una lenta e progressiva spirale di depressione e abbandono che la porta prima a perdere il figlio e poi a morire in circostanze drammatiche, non prima di aver chiesto e ottenuto di rivedere per un'ultima volta il suo antico amore, divenuto nel frattempo ricco e famoso. Segnato da questo incontro, ormai nella sua piena maturità artistica, Marais, dopo lunghi anni di fama e successo, si renderà conto della vacuità della esperienza artistica di corte, e ritornerà dall'antico maestro per attingere un'ultima lezione, quella che riguarda il segreto reale e più profondo della sapienza arcana di Sainte Colombe: la musica è fatta per parlare di ciò che la parola non può esprimere e, se coltivata in modo assoluto, consente l'incontro con ciò che è più profondo nell'uomo, ciò che è perduto e anche ciò che è morto, o non è mai nato. Nel suo capanno, isolato dal mondo, Sainte Colombe suona una sua composizione, Les Pleurs ("Le lacrime"), il brano che quando eseguito con profonda verità ed emozione gli consente di incontrare ancora la moglie, udirne il respiro, e assaporare con lei ancora, come un tempo, cialde e vino rosso.

## Il messaggio
Il romanzo e il film, di notevole valore artistico, vivono più che sull'intreccio narrativo, sull'"incanto di un'atmosfera perduta", fatta di suoni, silenzi, luci che non possono essere colte nel rumore del mondo. Grande metafora sul valore assoluto e non strumentale dell'arte, Tutte le mattine del mondo ha il merito di aver riconsegnato al pubblico una figura realmente esistita, ma che i secoli e il suo stesso stile di vita ci avevano nascosto.
Le musiche di Sainte Colombe, dopo secoli di abbandono, sono oggi disponibili in numerose registrazioni, tra cui spiccano quelle eseguite da Jordi Savall, che ha curato anche la colonna sonora del film.

## Edizioni in italiano
- Pascal Quignard, Tutte le mattine del mondo, Club, Nuovo Istituto italiano d'arti grafiche, Bergamo 1992
- Pascal Quignard, Tutte le mattine del mondo, traduzione di Graziella Cillario, Frassinelli, Milano 1992
- Pascal Quignard, Tutte le mattine del mondo, traduzione di Graziella Cillario; postfazione di Giovanni Bogliolo, Frassinelli, Milano 1997
- Pascal Quignard, Tutte le mattine del mondo, traduzione di Graziella Cillario, [S.l.] : Analogon, 2017
- Pascal Quignard, Tutte le mattine del mondo. Ediz. integrale, traduzione di Graziella Cillario, Intransito, 2022 ISBN 979-12-81011-05-2